# 2541 Edebono
2541 Edebono è un asteroide della fascia principale. Scoperto nel 1973, presenta un'orbita caratterizzata da un semiasse maggiore pari a 2,9354875 UA e da un'eccentricità di 0,0819270, inclinata di 3,19926° rispetto all'eclittica.